# Claude Mailhot
Claude Mailhot (né le 25 janvier 1948 à Montréal, dans le quartier de Rosemont) est un animateur de télévision spécialisé dans le domaine sportif et un haut fonctionnaire québécois (Canada).

## Biographie
Il obtient une licence en droit de l'Université McGill. Il est reçu membre du Barreau en 1973. Il pratique comme clerc d'avocat de 1971 à 1973, puis comme avocat de 1983 à 1987. 
En 1972, il devient animateur et concepteur de la toute première émission radiophonique de ligne ouverte consacrée au sport : Les amateurs de sports. Il est également analyste sportif à La Soirée du hockey de Radio-Canada, poste qu'il occupera jusqu'en 1982. Il devient animateur au réseau de télévision sportif RDS en 1991. Il fera aussi de l'animation télévisuelle ou radiophonique lors de plusieurs jeux olympiques en 1976, 1980 et 1988. 
Le 11 mai 2005, à l'âge de 57 ans, il devient sous-ministre adjoint au ministère de l'Éducation, du Loisir et du Sport,,. Trois ans plus tard, en 2008, il démissionne de son poste. Malgré son départ volontaire, il encaisse une prime de départ de 137 000 CAD.
En 2009, il retourne à l'animation pour l’émission Vers Vancouver 2010 sur le réseau RDS. Il est chef d'antenne lors des Jeux olympiques d'hiver de Vancouver en 2010 et des Jeux olympiques d'été de Londres en 2012.